# Коммаяк (Кировский район)
Коммая́к — посёлок в Кировском городском округе Ставропольского края Российской Федерации.

## Варианты названия
- Коммунистический Маяк I,
- Коммунистический Маяк II,
- Коммунистический Маяк III[2].

## География
Расстояние до краевого центра: 182 км. Расстояние до районного центра: 24 км.

## История
В августе 1920 года в бывшем поместье Карпушина была образована первая на Ставрополье коммуна «Первая Незлобненская» (c 1921 года — «Коммаяк»). Впоследствии на её месте возник посёлок Коммаяк.

Название этого населенного пункта типично для того времени. Оно означает «Коммунистический маяк» (строители коммунистического строя являлись примером, маяком для других).— Гаазов В. Л. «Ставрополь и его окрестности. Ставрополье в названиях»
В 1934 году создан колхоз «Коммунистический маяк» (ныне — АО «Коммаяк»).
В период с 7 по 10 января 1943 года 36-я танковая дивизия и 5-й Донской казачий корпус освободили посёлок Коммаяк, станицы Зольскую, Марьинскую и Новопавловскую от оккупировавших их гитлеровских войск.
До 1 мая 2017 года посёлок был административным центром упразднённого Новосредненского сельсовета.

## Население
| 1989 | 2002  | 2010  | 2012  | 2014  | 2021  |
| ---- | ----- | ----- | ----- | ----- | ----- |
| 1564 | ↘1563 | ↗1592 | ↗1614 | ↘1600 | ↘1446 |

По данным переписи 2002 года, 93 % населения — русские.

## Инфраструктура
- Дом культуры. Открыт 4 ноября 1966 года[14]
- Сельская библиотека. Открыта 7 ноября 1966 года[14]
- Детский сад комбинированного вида № 12 «Светлячок». Открыт 27 апреля 1970 года как детский сад «Светлячок» колхоза «Коммунистический маяк»[15]
- Средняя общеобразовательная школа № 7.
- Уличная сеть насчитывает 7 улиц (Антоненко, Ленина, Луговая, Октябрьская, Первомайская, Чухно, Юбилейная) и 4 переулка (Кожухова, Молодёжный, Спортивный, Центральный)[16].
- Два кладбища[17].

## Религия
В 1999 году в здании бывшего склада, выкупленном жителями села, открыт храм Покрова Пресвятой Богородицы.

## Памятники
- Памятник воинам-землякам, погибшим в годы Великой Отечественной войны 1941—1945 гг. 1967 год[19]
- Братская могила советских воинов, погибших в борьбе с фашистами. 1942—1943, 1946 годы[20]
- Могила коммунара В. Д. Проценко. 1946 год[21]